# Fabio Gallia
Pour les articles homonymes, voir Gallia.
Fabio Gallia, né à Alexandrie (Piémont) le 20 août 1963 et mort le 7 mai 2024, est un banquier italien.
Il est administrateur délégué et directeur général de Cassa depositi e prestiti (CDP). Il a été administrateur délégué et directeur général de BNL (Banca Nazionale del Lavoro), responsable général pour l’Italie du Groupe BNP Paribas, ainsi que le seul membre italien du comité de direction. Il est également membre du conseil de l’Assonime (Association des sociétés par actions italiennes), des conseils d’administration de Coesia SpA et d’Ariston Thermo SpA, du comité de Présidence de l'Association Civita, et du Conseil d'Administration de la Fondation Téléthon en Italie.

## Biographie

### Formation
En 1987, Fabio Gallia est titulaire d’une maîtrise en économie et commerce de l'université de Turin. Depuis 1989, il est inscrit à l’ordre des Experts comptables.

### Carrière
Fabio Gallia a commencé sa carrière en 1988 auprès de la société de conseil Accenture, pour laquelle il a travaillé pendant deux ans.
Puis, de 1990 à 2002, il a travaillé pour le Groupe Ersel-Giubergia (Ersel), une société d’investissements et de private banking, leader de son secteur, en occupant différentes fonctions de direction. En 1996, il a été nommé directeur des investissements. En 1999, il en est devenu Partenaire et Directeur général. De par ces fonctions il a été membre du comité de direction de l’Assogestioni, l’association italienne des sociétés de gestion de l’épargne.
Après avoir quitté le Groupe Ersel-Giubergia (Ersel), il a été pendant 5 ans un dirigeant du Groupe Capitalia (Capitalia). Initialement nommé vice-directeur général en 2002 avec, comme responsabilité, celle de gérer le secteur financier du Groupe et le Wealth Management, il devient aussi, l’année suivante, Co-directeur général, chargé des Politiques commerciales du Groupe. De septembre 2003 à 2005, il est Administrateur délégué de FinecoBank, une banque cotée à la Bourse de Milan qui sera incorporée au Groupe Capitalia. En août 2005, il est devenu Administrateur délégué de la banque Banca di Roma et Président du comité de gestion du Groupe Capitalia, fonctions qu’il occupe jusqu’en 2007, année de la fusion avec le Unicredit Group.
Durant cette même période il a également été vice-président et membre du conseil d’administration de Capitalia Asset Management SGR, de CNP Capitalia Vita, de la Bourse italienne et du Marché télématique des Titres d’État.

#### Groupe BNP Paribas
Depuis octobre 2007, Fabio Gallia fait partie du Groupe BNP Paribas, où il a occupé le poste de Directeur général de BNL  depuis janvier 2008, et depuis septembre de la même année celui d’Administrateur délégué. En décembre 2009, il est aussi devenu Président de Findomestic Banca et, depuis mai 2012, responsable du Groupe BNP Paribas  pour l’Italie.
En plus de ses hautes responsabilités dans le Groupe, il est membre du conseil d’administration de la Fondation BNL.

## Décorations
En juin 2013, Fabio Gallia a reçu les insignes de Chevalier de la Légion d'honneur.
En mai 2015, il est nommé Chevalier du Travail de la République italienne.